# Nikolai Alexejewitsch Wosnessenski

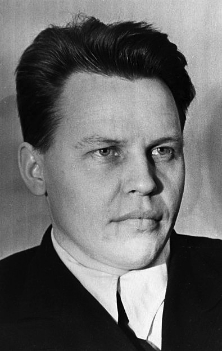
Wosnessenski 1938

Nikolai Alexejewitsch Wosnessenski (russisch Николай Алексеевич Вознесенский; * 18. Novemberjul. / 1. Dezember 1903greg. in Tjoploje, Gouvernement Tula, Russisches Kaiserreich; † 1. Oktober 1950 in Leningrad) war ein sowjetischer Ökonom und Politiker.

## Biografie

### Aufstieg
Wosnessenski war der Sohn eines Schreibers im Forstamt. Sein älterer Bruder  Alexander Wosnessenski wurde sowjetischer Ökonom. Wosnessenski war  seit 1919/20 Komsomolze und 1921 Parteimitglied, besuchte 1924 die Parteihochschule von Swerdlowsk. Danach war er Parteifunktionär im Donez-Kohlerevier. 1925 wurde er Chefredakteur der Regionalzeitung Tula Junge Kommunar. Seine Karriere zeigte erhebliche Abweichungen vom typischen Verlauf anderer Politgrößen. Nachdem er ab 1930 das Institut der Roten Professur absolviert hatte, wurde er 1931 Professor und 1934 mit 31 Jahren  Direktor dieses Instituts. 1935 wurde er auf Vorschlag des Ersten Sekretärs der Leningrader Parteiorganisation Andrei Schdanow zum Vorsitzenden der Plankommission dieses Gebietes ernannt. 1935 promovierte er zudem zum Dr. rer. pol.

### Im Zentrum der Macht
Schdanow, seit Ende der 1930er Jahre zweiter Mann nach Josef Stalin in der KPdSU, förderte Wosnessenski weiterhin. 1938 erfolgte seine Ernennung zum Vorsitzenden der staatlichen Plankommission der UdSSR – auch Gosplan genannt. Er war damit ranghohes Mitglied der Regierung der Sowjetunion. 1941 erhielt er – nur 38 Jahre alt – den neu geschaffenen Posten als Stellvertretender Vorsitzender des Rats der Volkskommissare (also Stellvertretender Ministerpräsident) für den Komplex wirtschaftliche Angelegenheiten im Ministerrat der UdSSR von Stalin. 1942 wurde er in das staatliche Verteidigungskomitee der UdSSR – ein inneres Superkabinett mit nur acht Mitgliedern, unter Vorsitz Stalins – berufen.
Von 1941 bis 1947 war er Kandidat des Politbüros. Vom  28. Februar 1947 bis zum 1. März 1949 war er Vollmitglied im Politbüro der Kommunistischen Partei der Sowjetunion (KPdSU), dem höchsten politischen Gremium der UdSSR.

### Opfer Stalins und Berias
1948, kurz nach dem Tod seines Mentors Schdanow, dessen Gegner Lawrenti Beria und Georgi Malenkow waren, verschwand Wosnessenski 1949 plötzlich ohne jede Erklärung aus dem öffentlichen Leben. Chruschtschow berichtete 1956 in seiner Geheimrede auf dem XX. Parteitag, dass er in die von Stalin und Beria erfundene „Leningrader Affäre“ verwickelt gewesen sei. Nikita Chruschtschow führte aus:

„Bekanntlich waren Wosnessenski und Kusnezow hervorragende und talentierte Funktionäre. Zu ihrer Zeit standen sie Stalin nahe […]. Die Beförderung Wosnessenskis und Kusnezows erschreckte Berija. Wie heute festgestellt werden kann, hat eben Berija gemeinsam mit seinen Untergebenen Materialien in Gestalt von Erklärungen und anonymen Briefen, in der Form von verschiedenen Gerüchten und Gesprächen konstruiert und Stalin ‚untergeschoben‘.“

Wosnessenski wurde am 1. März 1949 aus dem Politbüro ausgeschlossen. Im September 1950 fand die Verhandlung gegen ihn und andere Parteifunktionäre statt, denen vorgeworfen wurde, einen Kampf gegen die Partei und ihr ZK zu führen. Er sowie der Sekretär des Zentralkomitees für Angelegenheiten  der Staatssicherheit Alexei Kusnezow, der Vorsitzende des Ministerrats der Russischen RSFSR Michail Rodionow, der Erste Sekretär der Leningrader Partei Pjotr Popkow (1903–1950) und viele andere hohe Parteifunktionäre verloren ihr Leben. Folgende Gründe werden genannt, warum Stalin den exzellenten aber auch elitären Wosnessenski liquidieren ließ: Unregelmäßigkeiten bei der Wirtschaftsstatistik durch Gosplan (Behauptung durch Beria und Malenkow) und Berias Bericht an Stalin, wonach Wosnessenski 1941 – als Stalin in einer Krise war – Molotow ermutigt habe, ihn abzulösen. Wosnessenski wollte zudem nach dem Krieg Wirtschaftsreformen mit marktwirtschaftlichen Elementen durchsetzen und stellte als Vorsitzender der Plankommission 1948 dazu seine Vorstellungen vor. Stalin war jedoch gegen solche Reformen und für den Erhalt der zentral gelenkten Planwirtschaft.
Die Umstände von Wosnessenskis Tod sind unklar. Man nimmt an, dass er kurz nach der Urteilsverkündung erschossen wurde. S. I. Semin berichtete laut Dmitri Wolkogonow, dass Wosnessenski nach seiner Verurteilung zum Tod durch Erschießen noch drei Monate im Gefängnis belassen wurde. Erst im Dezember sei er nur leicht bekleidet auf einem Lastwagen nach Moskau befördert worden und vermutlich dabei erfroren.
Wosnessenski war seit 1928 mit Marija Andrejewna Litwinowa (1909–2000) verheiratet und hatte zwei Töchter.
Zu Beginn der Entstalinisierung wurde Wosnessenski am 30. April 1954 rehabilitiert.

## Auszeichnungen
- Leninorden (2×)
- Stalinpreis